# Diệc Sumatra
Diệc Sumatra (danh pháp hai phần: Ardea sumatrana) là một loài chim thuộc họ Diệc, phân bố từ Đông Nam Á đến Papua New Guinea và Australia. Môi trường sống tự nhiên của chúng là các vùng duyên hải rộng lớn như các đảo, đảo san hô, rừng ngập mặn, sông lớn. Tuy vậy, đôi khi chúng cũng có mặt tại các ao nhỏ trong lục địa.
Chúng kiếm ăn ở vùng nước nông, mổ cá bằng mỏ dài và nhọn. Chúng thường đứng bất động chờ con mồi, hoặc từ từ rình rập nạn nhân. 
Diệc Sunmatra là loài chim lớn, cao tới 115 cm.

## Phân bố và sinh cảnh
Diệc mỏ lớn có phạm vi rất lớn, xuất hiện ở nhiều vùng duyên hải Nam Á và Châu Úc bao gồm Úc, Ấn Độ, Indonesia, Malaysia và Philippines. Môi trường sống của chúng phần lớn là ven biển như đảo, rạn san hô, rừng ngập mặn, sông lớn. Tuy nhiên, đôi khi, chúng có thể được tìm thấy trong đất liền trong các ao cạn. 

## Hình ảnh

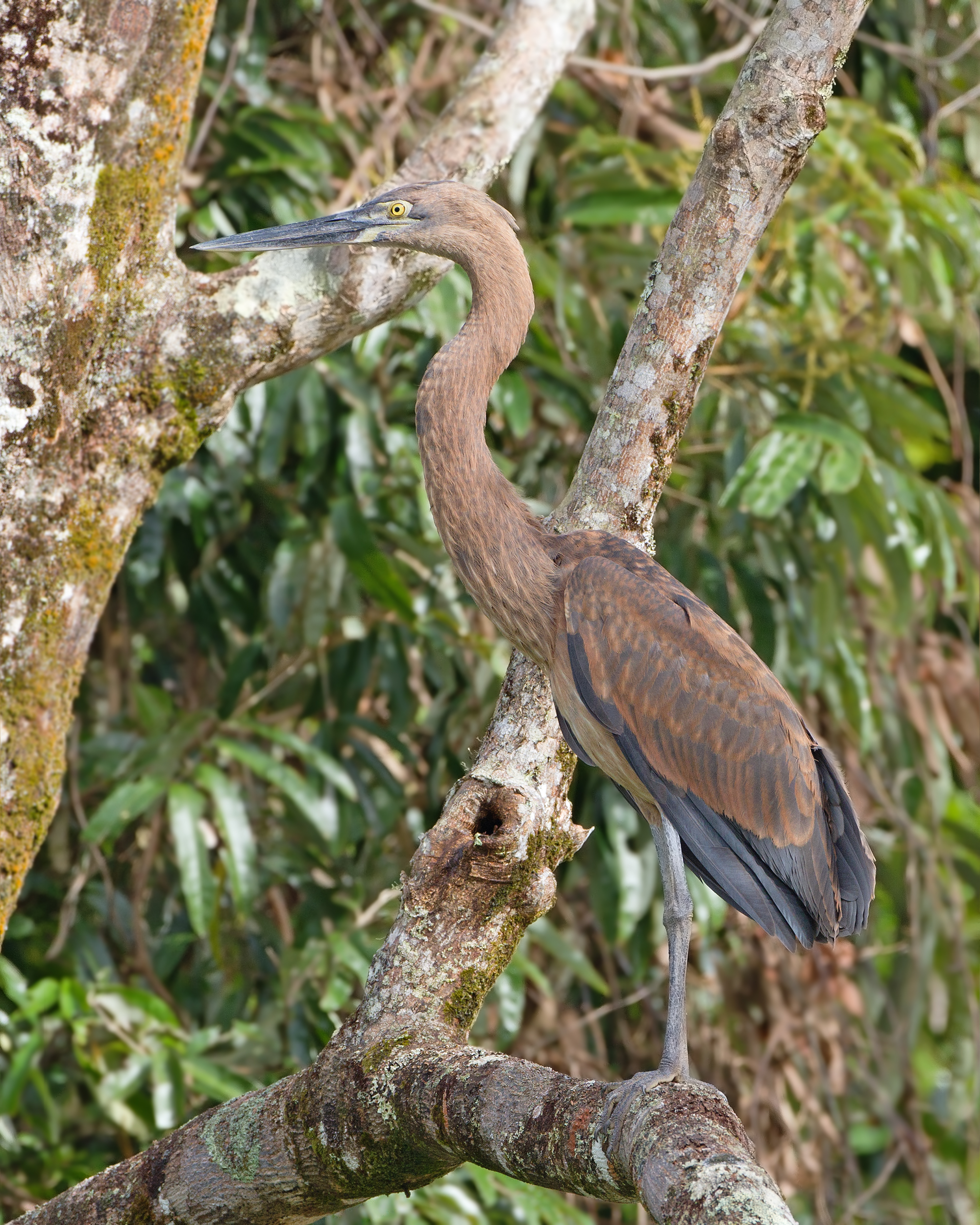
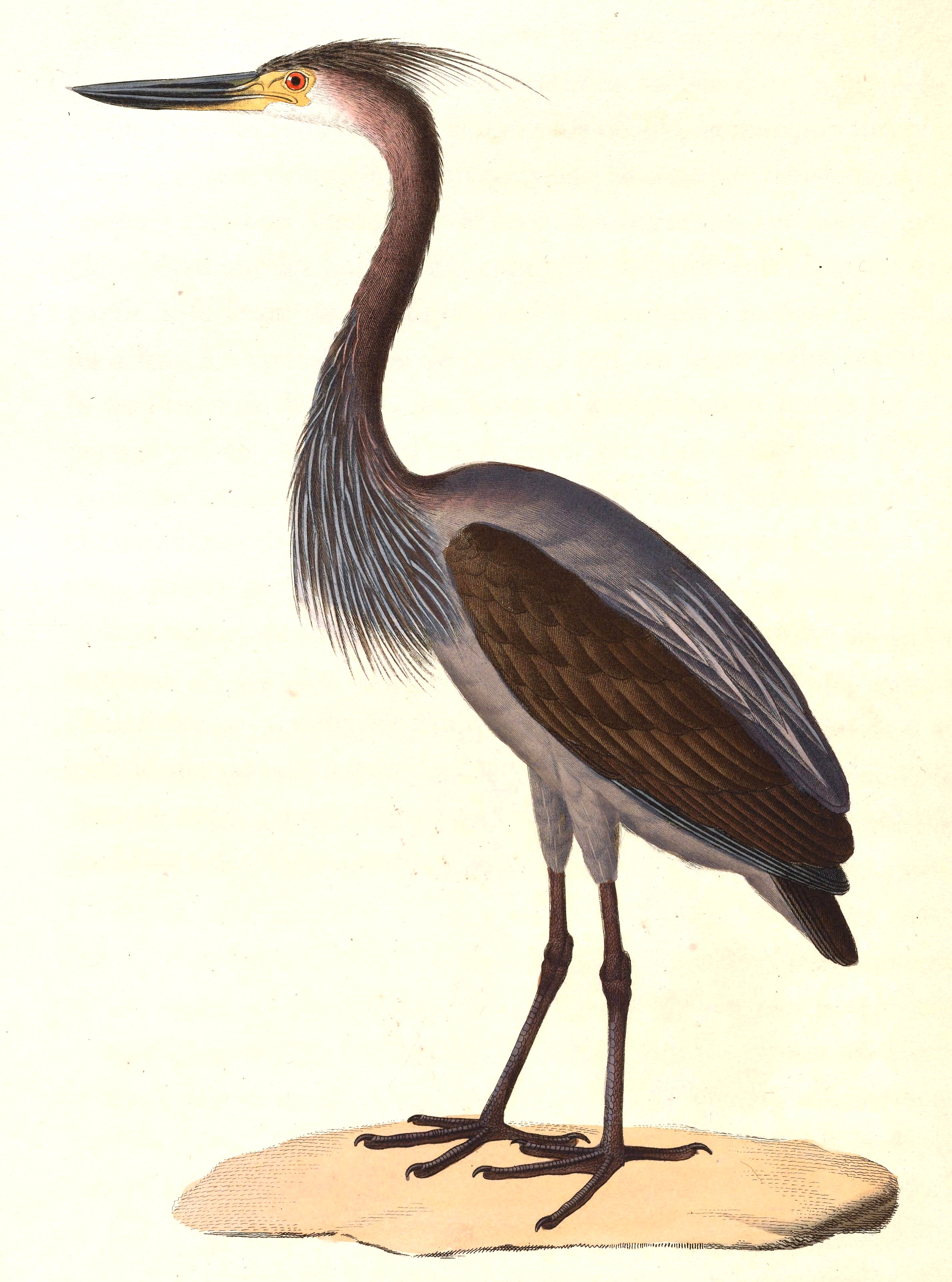